# Saint-Clair-sur-Epte
Saint-Clair-sur-Epte is een gemeente in het Franse departement Val-d'Oise (regio Île-de-France) en telt 801 inwoners (1999). De plaats maakt deel uit van het arrondissement Pontoise.

## Geschiedenis
In dit stadje werd in 911 het vredesverdrag ondertekend tussen koning Karel de Eenvoudige en de Noormannenleider Rollo. De Noormannen stroopten voortdurend langsheen de Frankische kust, de Seine, de Schelde en de Somme. Rollo had zijn uitvalsbasis nabij Honfleur. Dit verdrag stelde een einde aan de strooptochten. De Noormannen kregen het gebied tussen de Dives, bij Bretagne tot aan de Epte en de Eure in leen van de Franse koning. Dit territorium noemde men later daarom Normandië. Saint-Clair-sur-Epte ligt net halverwege de Normandische kust en Parijs. Vandaar ook de toenmalige tegemoetkoming van de Vikingleider en de Frankische koning, halverwege hun strijdgebied, het toenmalige Frankische Neustrië.

## Geografie
De oppervlakte van Saint-Clair-sur-Epte bedraagt 12,2 km², de bevolkingsdichtheid is 65,7 inwoners per km².
De onderstaande kaart toont de ligging van Saint-Clair-sur-Epte met de belangrijkste infrastructuur en aangrenzende gemeenten.

## Demografie
Onderstaande figuur toont het verloop van het inwonertal (bron: INSEE-tellingen).

## Overleden
- Béatrix Beck (1914-2008), schrijfster